# Anouk Leblanc-Boucher
Pour les articles homonymes, voir Leblanc.
 (février 2017).
Anouk Leblanc-Boucher est une patineuse de vitesse canadienne spécialiste de la courte piste.
Née à Prévost dans les Laurentides le 21 octobre 1984, elle a débuté en patinage de vitesse à l'âge de 9 ans. En novembre 2001, elle a subi une fracture de la malléole interne de la cheville droite, survenue à l'entraînement qui a requis une opération pour y insérer une vis. Ses entraîneurs sont Martin Gagné et Sébastien Cros au Club du CPV Montréal-International. Elle s'entraîne au Centre national courte piste (Montréal) et fait partie de l'équipe nationale depuis 2004.
Leblanc-Boucher est étudiante en écologie à l’Université du Québec à Montréal lorsqu’elle se qualifie pour les épreuves du 500 m, du 1 500 m et du relais 3 000 m aux Jeux olympiques d’hiver de 2006 . Elle annonce sa grossesse à la fin de la même année, tout en affirmant qu’elle continuerait à concourir dans l’espoir de participer aux Jeux olympiques d’hiver de 2010 après la naissance de son premier enfant. Son fils naît en juin 2007 et Anouk Leblanc-Boucher reprend l’entraînement en septembre avec l’équipe nationale. Toutefois, l’usure du corps l’incite à prendre sa retraite après une énième blessure à la cheville droite au printemps 2008. En 2009, commence à travailler comme entraîneur personnel chez GoodLife Fitness à Quispamsis, au Nouveau-Brunswick.
En 2016, 10 ans après sa dernière présence olympique, l’athlète laurentienne de 31 ans tente un retour à la compétition en participant aux Championnats canadiens de patinage de vitesse sur courte piste à Montréal. L’objectif : se tailler une place sur l’équipe canadienne qui participera aux Jeux olympiques d’hiver de Pyeongchang en 2018.
Deux ans plus tôt, l’athlète préparait déjà son grand retour. En effet, on voit apparaître sur le site Kijiji une annonce où elle met en vente ses patins pour la somme de 7 000 dollars et sa médaille d’argent des Jeux olympiques de 2006 pour 1 million de dollars afin de financer son retour . Cela ne s’avérera finalement pas nécessaire.

## Palmarès
- Jeux olympiques
  -  Médaille d'argent au relais 3000 mètres femmes, aux Jeux olympiques d'hiver de 2006 à Turin en Italie avec ses coéquipières Alanna kraus, Amanda Overland, Kalyna Roberge et Tania Vicent [6]
  -  Médaille de bronze au 500 mètres femmes, aux Jeux olympiques d'hiver de 2006 à Turin en Italie
  - 16e place au 1500 mètres femmes, aux Jeux olympiques d’hiver de 2006 à Turin en Italie

- Championnats du monde juniors
  -  Médaille d'or au 500 mètres femmes en Chine en 2004[7]
  - 5e place au Super 1500 mètres
  - 7e place au 1500 mètres femmes
  - 9e place au 1000 mètres femmes
  - 4e rang au classement cumulatif

- Autres
  - Classée troisième au Canada en 2005-2006
  - Médaillée de bronze au Championnat du monde par équipe 2006
  - Première médaille individuelle en Coupe du monde, le bronze au 500 m, en Slovaquie en 2005
  - Médaille de bronze au relais au Championnat du monde par équipe en 2005
  - Médaille d’argent au relais à la coupe du monde en Slovaquie 2005
  - Médaille de bronze au relais à la coupe du monde en Hongrie 2005
- Honneurs
  - Athlète de relève féminine sur courte piste 2004 par la Fédération de patinage de vitesse du Québec
  - Récipiendaire de la Bourse commémorative Peter Williamson, 2005[8]
  - Médaille d'honneur de l'Assemblée nationale, 2006[9]
  - Athlète féminine de l’année – courte piste en 2006 par Patinage de vitesse Canada